# Hogna interrita
Hogna interrita là một loài nhện trong họ Lycosidae.
Loài này thuộc chi Hogna. Hogna interrita được Carl Friedrich Roewer miêu tả năm 1959.